# Бархатово (Топкинський округ)
Ба́рхатово (рос. Бархатово) — присілок у складі Топкинського округу Кемеровської області, Росія.

## Населення
Населення — 247 осіб (2010; 257 у 2002).
Національний склад (станом на 2002 рік):
- росіяни — 94 %